# Yajalón Río Seco
Yajalón Río Seco är en ort i Mexiko.   Den ligger i kommunen Tacotalpa och delstaten Tabasco, i den sydöstra delen av landet, 700 km öster om huvudstaden Mexico City. Yajalón Río Seco ligger 60 meter över havet och antalet invånare är 289.
Terrängen runt Yajalón Río Seco är huvudsakligen kuperad, men österut är den bergig. Runt Yajalón Río Seco är det ganska tätbefolkat, med 62 invånare per kvadratkilometer. Närmaste större samhälle är Amatán, 14,9 km sydväst om Yajalón Río Seco. Trakten runt Yajalón Río Seco består till största delen av jordbruksmark.